# 釜石自動車道
釜石自動車道（かまいしじどうしゃどう、英語: KAMAISHI EXPWY）は、岩手県花巻市の花巻ジャンクション (JCT) から岩手県釜石市の釜石JCTに至る高速道路である。略称は釜石道（かまいしどう）。
高速道路ナンバリングによる路線番号は、秋田自動車道（北上JCT - 河辺JCT間）とともに「E46」が割り振られている。

## 概要
おおよそ国道283号（一部国道107号）と並行して進む。国土交通省がそれとは別に釜石花巻間の便宜的な事業名称として釜石花巻道路の名前をつけている。本路線は三陸地方と岩手県 / 日本海側との交流・連携を促進するとともに物流の効率化の支援・緊急輸送道路の信頼性向上及び地域医療サービスの向上の役割を担っている。高速自動車国道としての東北横断自動車道釜石秋田線の起点は釜石市であるが、第四次全国総合開発計画（四全総）で認可された路線は花巻側が起点だったこともあり、道路名としての釜石自動車道は花巻JCT側からインターチェンジ (IC) 番号が付けられている。花巻JCT - 東和IC間が開通して以降、長い間盲腸線 / 飛び地開通の状態が続いていたが、東日本大震災からの「復興支援道路」の一つとして全線が事業化され、2019年（平成31年）3月9日に全線開通した。
国土開発幹線自動車道の路線名における東北横断自動車道釜石秋田線の一部である。道路法等による正式な路線名は、東北横断自動車道釜石秋田線と一般国道283号である。

## インターチェンジなど
- 全区間岩手県内に所在。
- 当路線内には給油所を備えるサービスエリア・パーキングエリアはない。
- 英略字は右記の通り。IC: インターチェンジ、JCT: ジャンクション、TB: 本線料金所
- IC番号欄の背景色が■である部分については道路が供用済みの区間を示している。施設名欄の背景色が■である部分は施設が供用されていない、または完成していないことを示す。
- BS（バス停留所）のうち○/●は運用中、◆は休止中の施設。無印はBSなし。

- 東和IC - 遠野IC : 新直轄方式区間
- 遠野IC - 遠野住田IC : 一般国道283号 遠野道路
- 遠野住田IC - 釜石仙人峠IC : 一般国道283号仙人峠道路
- 釜石仙人峠IC - 釜石JCT : 一般国道283号 釜石道路

| IC 番号 | 施設名           | 接続路線名                  | 起点 から (km) | BS         | 備考                           | 所在地 |
| ------- | ---------------- | --------------------------- | -------------- | ---------- | ------------------------------ | ------ |
| 38-3    | 花巻JCT          | E4 東北自動車道             | 0.0            |            |                                | 花巻市 |
| 1       | 花巻空港IC       | 県道296号花巻空港インター線 | 3.7            |            |                                | 花巻市 |
| -       | 花巻空港TB       |                             | 4.8            |            | 本線料金所                     | 花巻市 |
| 2       | 東和IC           | 県道39号北上東和線          | 11.4           |            | 新直轄方式区間 （東和 - 遠野） | 花巻市 |
| 3       | 江刺田瀬IC       | 国道107号                   | 23.0           |            | 新直轄方式区間 （東和 - 遠野） | 奥州市 |
| 4       | 宮守IC           | 国道107号                   | 35.1           |            | 新直轄方式区間 （東和 - 遠野） | 遠野市 |
| 5       | 遠野IC           | 県道238号遠野住田線         | 44.1           |            | 新直轄方式区間 （東和 - 遠野） | 遠野市 |
| 5       | 遠野IC           | 県道238号遠野住田線         | 44.1           | 遠野道路   |                                | 遠野市 |
| 6       | 遠野住田IC       | 国道283号上郷道路           | 55.1           |            |                                | 遠野市 |
| 6       | 遠野住田IC       | 国道283号上郷道路           | 55.1           | 仙人峠道路 |                                | 遠野市 |
| 7       | 滝観洞IC         | 県道167号釜石住田線         | 64.6           |            | 気仙郡 住田町                  |        |
| 8       | 釜石仙人峠IC     | 国道283号（現道）           | 73.5           |            | 釜石市                         |        |
| 8       | 釜石仙人峠IC     | 国道283号（現道）           | 73.5           | 釜石道路   | 釜石市                         |        |
| -       | 救急車緊急退出路 | 岩手県立釜石病院            |                |            | 釜石市                         |        |
| 40      | 釜石JCT          | E45 三陸沿岸道路            | 79.5           |            | 釜石市                         |        |

- 花巻JCTのキロポストは0.6KPから設置されている。
- 釜石JCTのキロポストは77.7KPまで設置されている。

## 歴史

### ルート選定の経緯

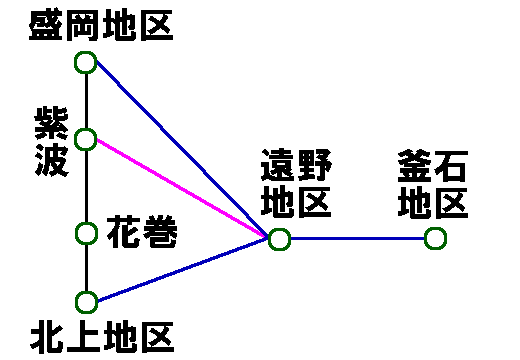
青線が岩手県が当初検討したルート
紫線が一本化されたルート 縦線は東北道

当路線が現在のルートになるまでは紆余曲折があった。
国が第九次道路整備五ヵ年計画中に、当時7,600 kmだった全国の幹線道路に新たに2,400 kmを法制化する「一万キロ構想」を打ち出して以降全国で要望が上がる中、岩手県もいくつかの路線を要望することにした。その中の1つ北東北横断自動車道（現在の釜石道）を要望するにあたって、当初岩手県は釜石 - 遠野 - 盛岡と結ぶ県央ルートと遠野から分岐して北上へと結ぶ県南ルートの2本立ての「Y字型」を想定していた（右図）。しかし、全国の要望はかなり多く過当競争になっており、これが採択されるのは極めて困難として後にルートを一本化することになった。
一本化の方針を打ち出してから東北道への接続点をどこにするかで「盛岡寄り」「花巻地区」「北上地区」の陳情がそれぞれ上がったが、県は東北自動車道北上江釣子ICなどから入る車のうち半数が県内のICから降りていること、釜石・気仙広域圏に向かう自動車貨物の3分の2が盛岡広域圏からであり逆方向も同じような数値であること、このような盛岡圏との人的物的交流の結びつきの強さは21世紀も続くと見られることなどから、結節点を盛岡寄りの紫波町（通称：紫波ルート）とする案を国に要望すると決定。遠野・北上間は並行する国道107号と国道283号の高規格化で対応するとした。
しかし花巻・北上・気仙地区の落胆は大きく、特に北上ルートを強く要望していた県南地域はこれに激しく反発。当時岩手2区（小選挙区の3区・4区にあたる）の与党議員も「国家的レベルの問題なのに県から何の相談も意見聴取の機会もなかった」（小沢一郎）、「県南地区の住民のことを考えると到底納得できない」（志賀節）、「本来採るべき手順を越えた決定で県民の意思が反映されているか疑問」（椎名素夫）と揃って強い反対の意向を表明。 こうした中、県議会でも3ルートの請願書のうち紫波ルートにあたる「盛岡圏ルート」の請願が採択され、一応形の上では県の意見は一本化されたが、県南地域の反発はおさまらず、さらに、元々このルートには広域性や建設費の観点から懐疑的だった建設省（現在の国土交通省）は、県の意見は参考にするとしつつも独自のルートを打ち出すとし、県内の世論が依然として分裂状態だったこともあり、結局県の要望は突き返された。通常どんな陳情でも一応は受理される中で陳情自体が突っぱねられたのは極めて異例であり、「紫波、北上両ルートについて十分話し合い、納得した上で一本化した要望書を持ってくるように念押ししたにもかかわらず、このような要望書では責任を持って推進できない」「そもそも未調整の案件を要望すること自体、ルート選定以前の問題で非常識極まりない」 という強い批判の言葉も飛び出した。この後、前述の3名に玉沢徳一郎・工藤巌を加えた5人の県選出議員が建設省に「紫波ルートは県民の意見を反映していない」と意見書を提出したが、これは建設省が議員に頼んで提出させたとも言われている。
その建設省の方は「岩手県だけでなく秋田県との関係も考慮しなければならない」「すでに縦の線（東北道）があるのだから必ずしも横（秋田道）に結ばなければならないというわけでもないだろう」「国家的見地から新幹線・道路・空港の相まった総合効果を考えねばならない」などとして花巻ルートを示唆。最終的には岩手県の意思もある程度汲んだ形となる花巻北部に接続する案が四全総で認可され、後に国幹道に昇格した。北上ルートに比べて釜石 / 気仙広域圏と南東北 / 首都圏との移動は相対的に不便にはなるが、それに関しては同じく四全総で認可された三陸縦貫自動車道に担わせる意図であった。

### 年表
| 2002 | (11月)花巻JCT - 東和IC                               |
| 2003 |                                                      |
| 2004 |                                                      |
| 2005 |                                                      |
| 2006 |                                                      |
| 2007 | (3月)遠野住田IC - 釜石仙人峠IC                       |
| 2008 |                                                      |
| 2009 |                                                      |
| 2010 |                                                      |
| 2011 |                                                      |
| 2012 | (11月)東和IC - 宮守IC                                |
| 2013 |                                                      |
| 2014 |                                                      |
| 2015 | (12月)宮守IC - 遠野IC                                |
| 2016 |                                                      |
| 2017 |                                                      |
| 2018 |                                                      |
| 2019 | (3月)遠野IC - 遠野住田IC (3月)釜石JCT - 釜石仙人峠IC |

- 2002年（平成14年）11月7日：花巻JCT - 東和IC間 (11.4 km) 開通[24]。
- 2005年（平成17年）10月1日：日本道路公団民営化に伴い、東日本高速道路株式会社に継承。
- 2007年（平成19年）
  - 3月18日：遠野住田IC - 釜石西IC（現・釜石仙人峠IC, 以下同じ）間 (18.4 km) 開通[25]。
  - 6月1日：東和料金所を廃止し、花巻空港本線料金所に移設[26]。
- 2008年（平成20年）3月16日：滝観洞IC供用開始[27]。
- 2010年（平成22年）2月2日：花巻JCT - 東和IC間が高速道路無料化社会実験の対象区間に指定。
- 2011年（平成23年）11月21日：2011年第3次補正予算成立をもって遠野IC - 遠野住田IC間、釜石西IC - 釜石JCT間を新規事業化[4]。
- 2012年（平成24年）
  - 10月15日：遠野住田IC - 釜石西IC間 制限速度60 km/hから70 km/hに引き上げ[28]。
  - 11月25日：東和IC - 宮守IC間 (23.7 km) 開通[29]。
- 2015年（平成27年）12月5日：宮守IC - 遠野IC間 (9.0 km) 開通[30]。
- 2019年（平成31年）
  - 3月3日：遠野IC - 遠野住田IC間 (11.0 km) 開通[31][32]。
  - 3月9日：釜石JCT - 釜石仙人峠IC間 (6.0 km) 開通[33][34]。これに伴い全線開通。

## 路線状況

### 車線・最高速度・料金
| 区間                      | 車線          | 車線   | 車線   | 最高速度 | 料金 |
| 区間                      | 上下線        | 上り線 | 下り線 | 最高速度 | 料金 |
| ------------------------- | ------------- | ------ | ------ | -------- | ---- |
| 花巻JCT - 東和IC          | 2 (暫定2車線) | 1      | 1      | 70 km/h  | 有料 |
| 東和IC - 宮守IC           | 2 (暫定2車線) | 1      | 1      | 70 km/h  | 無料 |
| 宮守IC - 遠野住田IC       | 2 (暫定2車線) | 1      | 1      | 80 km/h  | 無料 |
| 遠野住田IC - 釜石仙人峠IC | 2 (暫定2車線) | 1      | 1      | 70 km/h  | 無料 |
| 釜石仙人峠IC - 釜石JCT    | 2 (暫定2車線) | 1      | 1      | 80 km/h  | 無料 |

宮守IC - 遠野住田IC、釜石仙人峠IC - 釜石JCTは中央分離帯としてガードレールが設けられているため、制限速度が他区間と異なって80 km/hとなっている。

### 主なトンネルと橋
- 秋丸トンネル（遠野住田IC - 滝観洞IC）：1,130 m[35]
- 滝観洞トンネル（遠野住田IC - 滝観洞IC）：2,996 m[35]
- 新仙人トンネル（滝観洞IC - 釜石仙人峠IC）：4,492 m[35]

### 交通量
24時間交通量（台）道路交通センサス
| 区間                    | 平成17 (2005) 年度 | 平成22 (2010) 年度 | 平成27 (2015) 年度 | 令和3（2021）年度 |
| ----------------------- | ------------------ | ------------------ | ------------------ | ----------------- |
| 花巻JCT - 花巻空港IC    | 1,331              | 2,259              | 4,354              | 3,690             |
| 花巻空港IC - 東和IC     | 0 896              | 1,870              | 3,292              | 2,611             |
| 東和IC - 江刺田瀬IC     | 調査当時未開通     | 調査当時未開通     | 5,201              | 5,148             |
| 江刺田瀬IC - 宮守IC     | 調査当時未開通     | 調査当時未開通     | 9,234              | 9,445             |
| 宮守IC - 遠野IC         | 調査当時未開通     | 調査当時未開通     | 調査当時未開通     | 7,657             |
| 遠野IC - 遠野住田IC     | 調査当時未開通     | 調査当時未開通     | 調査当時未開通     | 4,761             |
| 遠野住田IC - 滝観洞IC   | 調査当時未開通     | 5,556              | 7,396              | 6,958             |
| 滝観洞IC - 釜石仙人峠IC | 調査当時未開通     | 5,556              | 6,649              | 7,432             |
| 釜石仙人峠IC - 釜石JCT  | 調査当時未開通     | 調査当時未開通     | 調査当時未開通     | 6,412             |

（出典：国土交通省ウェブサイト「平成22年度道路交通センサス」・「平成27年度全国道路・街路交通情勢調査」・「令和3年度全国道路・街路交通情勢調査」より一部データを抜粋）
- 平成22年度の調査期間中において有料区間全線では、高速道路無料化社会実験が行われていた。

- 令和2年度に実施予定だった交通量調査は、新型コロナウイルスの影響で延期された[36]。

### 道路管理者
- 東日本高速道路株式会社 東北支社
  - 北上管理事務所 : 花巻JCT - 東和IC
- 国土交通省 東北地方整備局
  - 南三陸沿岸国道事務所 花巻維持出張所 : 東和IC - 釜石JCT[37]

## 地理

### 通過する自治体
- 岩手県
  - 花巻市 - 奥州市 - 遠野市 - 気仙郡住田町 - 釜石市

### 接続する高速道路
- E4 東北自動車道（花巻JCTで接続）
- E45 三陸沿岸道路（釜石JCTで接続）